# Kerstin Andersson (apotekare)
Kerstin Maria Andersson, född 24 september 1927 i Linköping, död 2 juli 2018 i Linköping, var en svensk apotekare.
Hon tog apotekarexamen 1954 och började arbeta som analytiker vid Apoteket Kronan i Borlänge 1955 till 1961, sedan vid Wasen i Linköping 1961–1964. Fram till 1975 var hon chef för Gyllene Axet i Linköping, och sedan apotekschef för Wasen i Linköping.
Kerstin Andersson var dotter till direktören Anders Andersson och Gunni, född Svensson. De är alla begravda på Gamla griftegården, Linköping.